# DB (Apache)
O DB é um projeto da Apache Software Foundation, que pretende construir um software servidor de base de dados, que tenha qualidade comercial e que seja distribuído de forma livre (licença Apache).